# Iberisches Gipfeltreffen
Als Iberisches Gipfeltreffen (port. Cimeira ibérica, span. Cumbre ibérica) werden die regelmäßigen Treffen zwischen dem portugiesischen Primeiro ministro und dem spanischen Presidente del Gobierno genannt. Diese finden seit 1983 mehr oder weniger jährlich statt. Üblicherweise werden auf diese Treffen hochrangige, beide Länder betreffende Projekte besprochen und beschlossen, zudem kommen die jeweiligen Fachminister zu Konsultationen zusammen. Üblicherweise finden die Treffen Ende des Jahres, abwechselnd in Portugal und Spanien statt und dauern meist zwei Tage.

## Liste der Gipfeltreffen
- 11./12. November 1983: 1. Iberisches Gipfeltreffen (Sintra, Portugal)
- Mai 1985: 2. Iberisches Gipfeltreffen (Alcántara, Spanien)
- 24./25. Oktober: 3. Iberisches Gipfeltreffen (Guimarães, Portugal)
- 27./28. Mai 1987: 4. Iberisches Gipfeltreffen (Madrid, Spanien)
- November 1987: 5. Iberisches Gipfeltreffen (Madrid, Spanien)
- 2./3. Februar 1990: 6. Iberisches Gipfeltreffen (Carmona, Spanien)
- 5. Dezember 1990: 7. Iberisches Gipfeltreffen (Quinta do Lago, Portugal)
- 14. Dezember 1991: 8. Iberisches Gipfeltreffen (Trujillo, Spanien)
- 4./5. Dezember 1992: 9. Iberisches Gipfeltreffen (Funchal, Portugal)
- 17./18. Dezember 1993: 10. Iberisches Gipfeltreffen (Palma, Spanien)
- 18./19. November 1994: 11. Iberisches Gipfeltreffen (Porto, Portugal)
- 18. Januar 1996: 12. Iberisches Gipfeltreffen (Madrid, Spanien)
- 29./30. Oktober 1996: 13. Iberisches Gipfeltreffen (Ponta Delgada, Portugal)
- 18./19. November 1997: 14. Iberisches Gipfeltreffen (Madrid, Spanien)
- 29./30. November 1998: 15. Iberisches Gipfeltreffen (Vilamoura, Portugal)
- 25./26. Januar 2000: 16. Iberisches Gipfeltreffen (Salamanca, Spanien)
- 29./30. Januar 2001: 17. Iberisches Gipfeltreffen (Sintra, Portugal)
- 2./3. Oktober 2002: 18. Iberisches Gipfeltreffen (Valencia, Spanien)
- 7./8. November 2003: 19. Iberisches Gipfeltreffen (Figueira da Foz, Portugal)
- 1. Oktober 2004: 20. Iberisches Gipfeltreffen (Santiago de Compostela, Spanien)
- 18./19. November 2005: 21. Iberisches Gipfeltreffen (Évora, Portugal)
- 24.–26. November 2006: 22. Iberisches Gipfeltreffen (Badajoz, Spanien)
- 18./19. Januar 2008: 23. Iberisches Gipfeltreffen (Kloster Tibães, Braga, Portugal)
- 22. Januar 2009: 24. Iberisches Gipfeltreffen (Zamora, Spanien)
- 9. Mai 2012: 25. Iberisches Gipfeltreffen (Porto, Portugal)[1]
- 13. Mai 2013: 26. Iberisches Gipfeltreffen (Madrid, Spanien)
- 4. Juni 2014: 27. Iberisches Gipfeltreffen (Vidago, Chaves, Portugal)
- 22. Juni 2015: 28. Iberisches Gipfeltreffen (Baiona, Spanien)
- 29. Mai 2017: 29. Iberisches Gipfeltreffen (Vila Real, Portugal)

Die Angaben basieren auf einem Zeitungsartikel des Diario Sur.